# منطقة تشهيندوارا
تشهيندوارا رمزها «CN» (بالإنجليزية: Chhindwara)‏ ، هو تقسيم إداري لدولة الهند تتبع ولاية مدية برديش (بالإنجليزية: Madhya  Pradesh)‏ ، مركزها هو مدينة تشهيندوارا (بالإنجليزية: Chhindwara)‏ عدد سكانها حسب تعداد سنة 2001 هو 1,848,882 ، مساحتها 11,815 كم² وكثافة السكان 156 لكل كم² .